# Cugnasco
Cugnasco foi uma comuna da Suíça, no Cantão Tessino, com cerca de 1270 habitantes. Estendia-se por uma área de 17,1 km², de densidade populacional de 74,2 hab/km². Confinava com as seguintes comunas: Cadenazzo, Gerra, Gordola, Gudo, Lavertezzo, Locarno, Monte Carasso, Preonzo, Sementina, Vogorno.
A língua oficial nesta comuna era o italiano.

## História
Em 1 de janeiro de 2009, passou a formar parte da nova comuna de Cugnasco-Gerra..